# Thomas Lance
Thomas Glasson Lance, detto Tommy (Paddington, 14 giugno 1891 – Brighton, 29 febbraio 1976), è stato un pistard britannico.
Ai Giochi olimpici di Anversa, nel 1920, vinse la medaglia d'oro nel tandem in coppia con Harry Ryan. Nella stessa edizione dei Giochi gareggiò anche nella velocità.